# Completoria complens
Completoria complens — вид грибів, що належить до монотипового роду Completoria.

## Поширення та середовище існування
Знайдений на заростку Aspidium falcatum в Польщі.